# Moritz Sanders
Moritz Sanders (* 9. Mai 1998 in Rotthalmünster) ist ein deutscher Basketballspieler. Er misst 2,10 Meter und kann die Positionen des großen Flügelspielers und des Innenspielers bekleiden.

## Karriere
Sanders erlernte das Basketballspielen in der Jugendabteilung der BG Dorsten. In der Saison 2011/12 spielte er zudem für die Metropol Baskets, einer Spielgemeinschaft von Vereinen im Ruhrgebiet, in der U16-Bundesliga JBBL. 2012/13 spielte Sanders ebenfalls in der JBBL, seinerzeit jedoch seitens der Jugendmannschaft Phoenix Hagens.
Im Sommer 2013 entschloss sich Sanders zum Wechsel zu den Brose Baskets Bamberg beziehungsweise zu den dem Verein angeschlossenen Nachwuchsmannschaften. In seiner ersten Saison in Oberfranken (2013/14) spielte er für den TSV Breitengüßbach in der U16-Bundesliga JBBL und wurde mit dem Verein deutscher Vizemeister. In der darauffolgenden Saison kam er für Breitengüßbachs Männermannschaft in der 1. Regionalliga sowie in der höchsten bundesweit ausgetragenen Jugendspielklasse, der U19-Bundesliga NBBL, zum Einsatz.
Ein nächster Schritt folgte mit der Saison 2015/16, als Sanders für eine weitere Partnermannschaft Bambergs, den 1. FC Baunach, in der 2. Bundesliga Pro A auflief. Weitere Spielpraxis sammelte er in der 2. Regionalliga im Trikot der Regnitztal Baskets sowie weiterhin in der NBBL-Mannschaft Breitengüßbachs.
Sanders bestand 2016 am Bamberger Dientzenhofer-Gymnasium das Abitur.
Zur Saison 2016/17 wechselte Sanders zum Zweitligisten Nürnberg Falcons BC. Mit den Franken wurde er im Spieljahr 2018/19 Vizemeister der 2. Bundesliga ProA und erreichte somit den sportlichen Aufstieg in die Basketball-Bundesliga. Sanders kam im Verlauf der Saison auf Mittelwerte von 7,1 Punkten sowie 3,2 Rebounds je Einsatz. Im Anschluss an die Saison 2019/20 wurde er von der Liga als bester junger Spieler der ProA-Saison ausgezeichnet, nachdem er Mittelwerte von 9,6 Punkten und 3,7 Rebounds je Begegnung erreicht hatte. 2021 verließ er Nürnberg und wechselte zu Medi Bayreuth in die Basketball-Bundesliga. Für die Oberfranken bestritt er 19 Bundesliga-Spiele, im Sommer 2022 kam es zwischen Sanders und den Bayreuthern zur Trennung.

## Nationalmannschaft
Im Sommer 2014 gehörte er zum Kader der deutschen Nationalmannschaft für die Europameisterschaft der unter 16-jährigen Knaben in Lettland. Mit der U18-Nationalmannschaft gewann er im Frühjahr 2016 das Albert-Schweitzer-Turnier. Im Dezember 2016 spielte er mit der deutschen Mannschaft die U18-EM in der Türkei und erreichte dort den vierten Rang.
Bei der U19-Weltmeisterschaft im Juli 2017 wurde Sanders in vier Turnierspielen eingesetzt und verbuchte im Schnitt 7,3 Punkte pro Partie. Er kam mit der DBB-Auswahl bei den Titelkämpfen in Kairo auf den fünften Platz. Anfang Juni 2018 erhielt er die Berufung in die U20-Nationalmannschaft und gewann mit der Mannschaft bei der EM in Chemnitz einen Monat später die Bronzemedaille, trug damit zum „größten Erfolg für eine männliche Nachwuchs-Nationalmannschaft seit 35 Jahren“ bei.
Im Sommer 2019 erhielt er die Einberufung in die A2-Nationalmannschaft und errang mit dieser im Juli 2019 bei der Teilnahme an der Sommeruniversiade in Neapel den fünften Platz.

## Privates
Moritz Sanders ist nach eigenen Angaben beruflich im Immobilienbereich tätig.